# 医療機器及び体外診断用医薬品の製造管理及び品質管理の基準に関する省令
医療機器及び体外診断用医薬品の製造管理及び品質管理の基準に関する省令（いりょうききおよびたいがいしんだんよういやくひんのせいぞうかんりおよびひんしつかんりのきじゅんにかんするしょうれい、Quality Management System）は、平成16年12月17日に、日本国の医薬品医療機器等法に基づき厚生労働省令第169号として公布された省令である。英名の頭文字をとって、QMS、QMS省令等と略される。医療機器及び体外診断用医薬品の製造所や設計開発元等に求められる基準である。